# Gymnanacamptis aschersonii
Gymnanacamptis aschersonii là một loài thực vật có hoa trong họ Lan. Loài này được (F. Wilms) Camus, Bergon & A. Camus mô tả khoa học đầu tiên năm 1908.